# Santuario della Beata Vergine del monte Altino
Il santuario della Beata Vergine del monte Altino si trova sul monte Altino, nella frazione Vall'Alta di Albino ed è dedicato alla miracolosa apparizione della Vergine il 23 luglio 1496.

## Storia

### Il miracolo
Il 23 luglio 1496 Quinto Foglia di professione carbonaio, con i suoi due figli tagliava alcune piante sul monte Altino per poter recuperare la legna e produrre il carbone da vendere. La giornata era molto calda e i suoi figli stanchi si lamentavano per la sete. Il padre, sapeva di esser troppo lontano dal fiume Serio che scorre sul fondo della valle, affidò la sua preghiera alla Madonna. La sua fiducia fu premiata. Sul luogo gli apparve la Vergine che gli ordinò di colpire con il suo falcetto una roccia. Dal quel punto esatto iniziò a sgorgare acqua fresca di sorgente che dissetò i suoi figli e che continua a sgorgare. È il miracolo della fiducia che un uomo pose nella persona che riteneva a lui più vicina e che fosse in grado di aiutarlo nei momenti di bisogno.
Gli abitanti del luogo costruirono una piccola cappella sul luogo dell'apparizione.

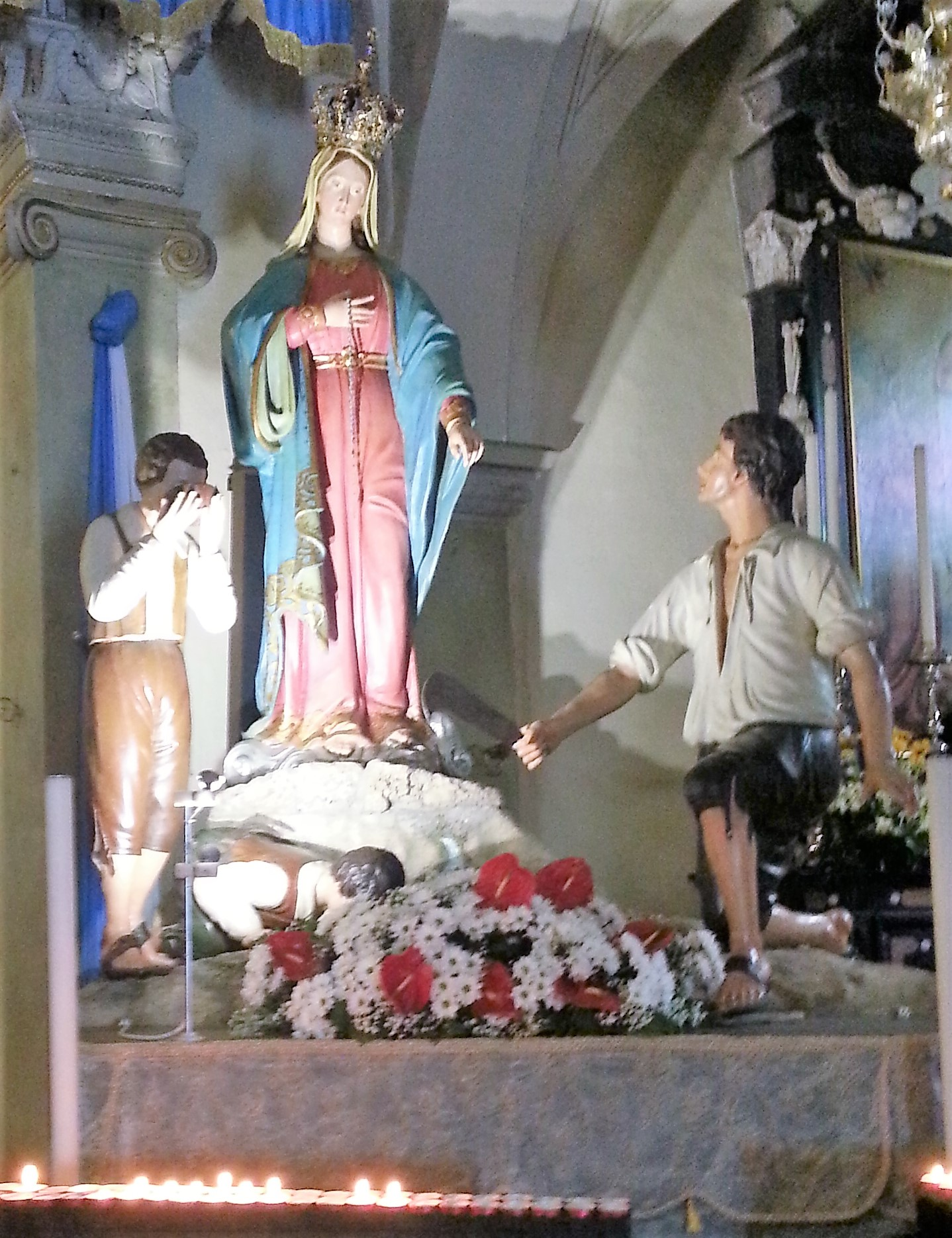
Santuario di Altino-Gruppo scultoreo

### Edificazione della chiesa
Il miracolo dell'acqua e l'apparizione della Madonna portarono inizialmente alla costruzione di una piccola cappella votiva, secondo tradizione già presente il 5 settembre del 1496, ma il numero dei fedeli che continuavano ad accorrere sul luogo, obbligò nell'arco di ottanta anni alla costruzione del santuario, che rimase invariato fino alla fine del XVII secolo e che inglobò l'edificio originario.

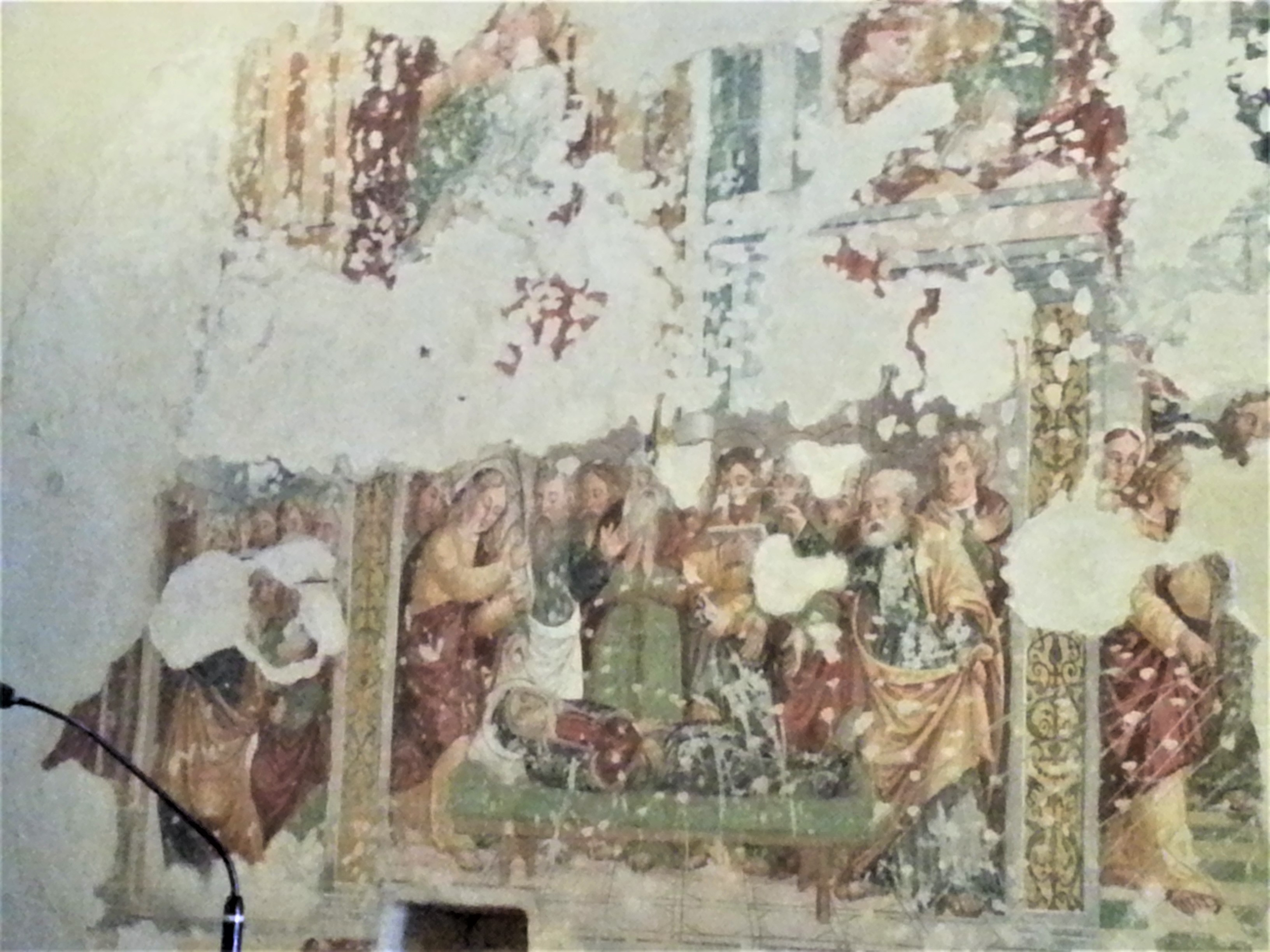
Cristoforo Baschenis il Vecchio-Madonna dormiente

La chiesa venne ampliata agli inizi del XVII secolo, la trave all'ingresso ha impresso la data del 1611. A quella data la chiesa aveva quindi già la comformazione a tre navate con quella centrale più ampia e collegata con il presbiterio, dove era posta la pala d'altare opera di Gian Paolo Cavagna Discesa dello Spirito Santo, tela che venne poi rimossa nel 1865 per essere sostituita con il gruppo scultoreo Madonna a Quinto Foglia e ai due figli. La corona dorata fu posta sul capo della Vergine nel 1919.
Nel 1848 venne ampliato il presbiterio con la copertura degli affreschi trecenteschi per la realizzazione degli stucchi della nicchia che avrebbe contenuto il gruppo scultoreo.
Agli inizi del XX secolo, il santuario venne nuovamente ampliato su progetto di Luigi Angelini. I locali furono dotati di una cancelleria, venne ricostruito il campanile, fu spostato il grande arco d'ingresso fino all'inizio del viale che si collega alla scalinata che accompagna fino alla chiesa, lavori che proseguiranno fino a dopo il 1930, con la consacrazione della chiesa e del complesso degli edifici nel 1935 dal vescovo Adriano Bernareggi. Negli anni dal 1970 furono numerosi i lavori di ampliamento della strada che collega il monte Altino alla frazione di Vall'Alta per permettere ai fedeli una via di accesso più agibile anche con i mezzi pubblici.
Il 23 Luglio 1989 venne posta la statua dorata della Madonna sulla punta del campanile. La duratura fu eseguita con la fusione degli oggetti d'oro offerti dai fedeli.
L'acqua che sgorga dalla roccia, oggetto del miracolo, è visibile attraverso una nicchia protetta da un vetro posta sul retro della chiesa, e può essere bevuta e raccolta dai fedeli attraverso una piccola fontana posta a fianco.

## Descrizione

### Esterno
Il complesso del santuario è composto da più strutture si sono sviluppati intorno alla chiesa, parte centrale e cuore dei fabbricati. La chiesa è raggiungibile dall'ampia gradinata che conduce al porticato che corre lungo tutta la parte frontale e porzioni di quella laterale dell'edificio.

### Interno
L'interno è a tre navate coperte da voltini incrociati. La navata centrale più ampia e più larga conduce al presbiterio sopraelevato di un gradino e preceduto da un arco trionfale. Le navate laterali hanno finestre ogivali con vetri colorati. La navata a destra conserva la tela  Beata Vergine con San Rocco e San Giovanni Battista di Giuseppe Moretti da Vertova del 1844, mentre la navata laterale una Madonna della tenerezza di autore ignoto.
Il presbiterio conserva pitture a fresco cinquecentesche: il ciclo delle Storie di Maria composto dall'Annunciazione della morte, Assunzione al cielo e la Dormitio Virginis quasi perduto, opere attribuite a Cristoforo Baschenis il Vecchio databile 1580 circa. La parte presbiteriale conserva anche due Madonna del latte di difficile assegnazione e probabili ex voto.